# Complejo de lanzamiento espacial 17
El Complejo de lanzamiento espacial 17 (SLC-17), anteriormente designado como Complejo de Lanzamiento 17 (LC-17), es una instalación desde la que se realizan lanzamientos espaciales situada en la Estación de la Fuerza Espacial de Cabo Cañaveral, en Florida, Estados Unidos.
Se construyó en 1956 para usarla con el misil PGM-17 Thor, el primer misil balístico operativo en el arsenal de los Estados Unidos. Con posterioridad se ha usado el complejo de lanzamiento para la familia del cohete Delta en el lanzamiento de sondas a la luna y planetas, observaciones solares y satélites climatológicos.
SLC-17 tiene dos plataformas para vehículos de lanzamiento desechables (ELV, por sus siglas en inglés Expendable Launch Vehicle), la 17Ay 17B. Tanto la 45ª Ala Espacial de la Fuerza Aérea de los Estados Unidos, el Departamento de Defensa, la NASA y lanzamientos de misiles y cohetes comerciales utilizaron las plataformas en más de 300 ocasiones. Después del último lanzamiento militar, en agosto de 2009, la plataforma SLC-17A fue retirada del servicio, y la SLC-17B se transfirió a la NASA para dos lanzamientos restantes. A partir del 2010, el único lanzamiento programado para usar el complejo es el Laboratorio Interior y de Recuperación de Gravedad (GRAIL) en 2011.

La plataforma 17A tuvo su primer lanzamiento de un misil Thor el 3 de agosto de 1957, y la plataforma 17B soporto el primer lanzamiento de un misil Thor el 25 de enero de 1957. A principios de los años 60 el lugar fue remodelado para soportar el lanzamiento de más tipos de vehículos de lanzamiento desechables (ELVs), los cuales derivaban del motor principal del Thor. Los más modernos ELVs basados en el misil Thor fueron los cohetes de la familia Delta.

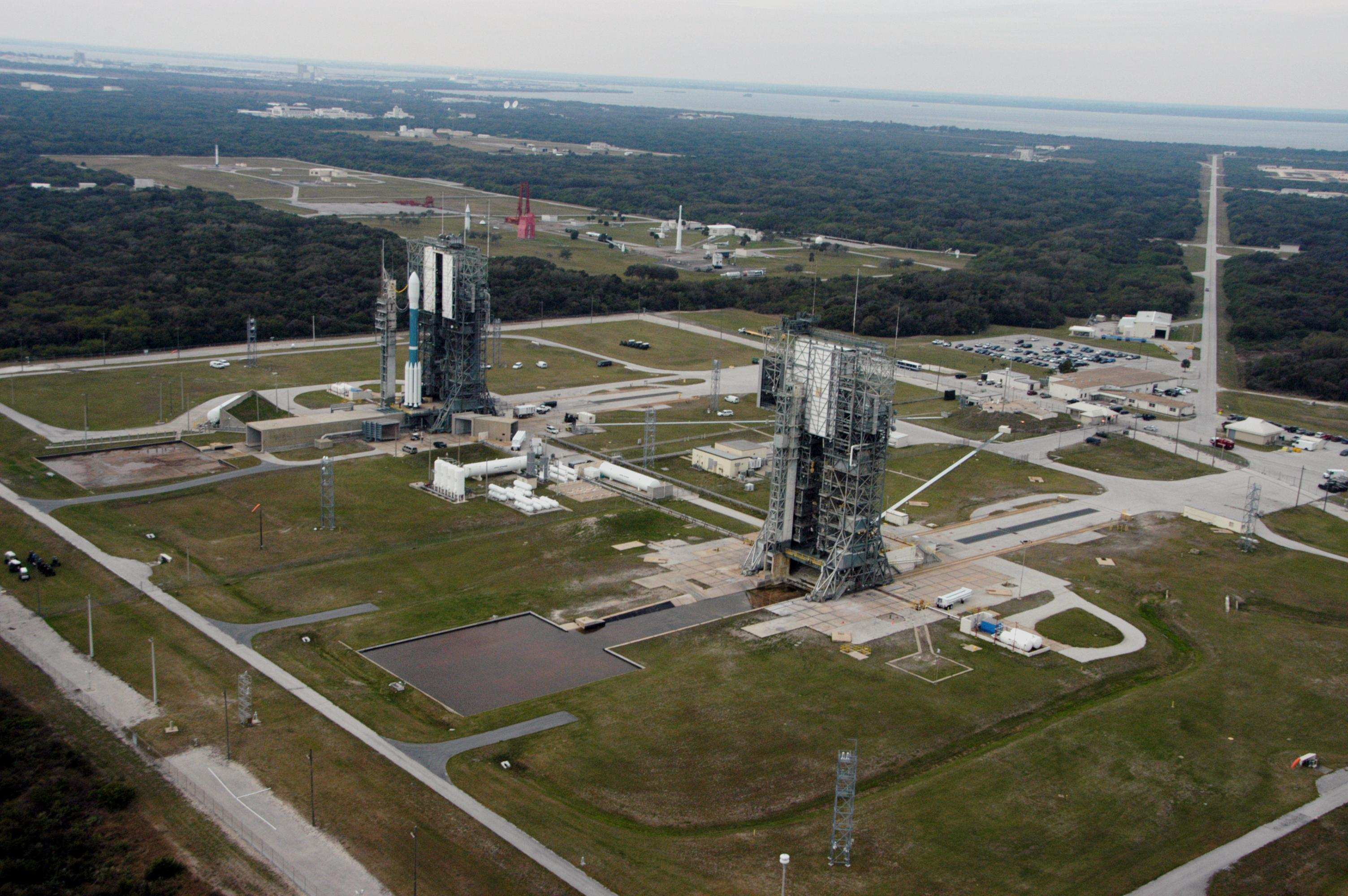
LC-17 mostrando las plataformas A y B en el 2007

Las treinta y cinco primeras misiones del cohete Delta fueron lanzadas desde el complejo 17 entre principios del año 1960 y finales de 1965. En ese momento el complejo era operado por la Fuerza Aérea. La Fuerza Aérea transfirió el complejo 17 a la NASA e 1965, pero fue devuelto a la Fuerza Aérea en 1988 para llevar a cabo el programa Delta II.
Los lanzamientos del Delta II se prolongaron hasta la siguiente década y la plataforma 17B fue modificada en 1997 para soportar un nuevo y más potente vehículo de lanzamiento, el Delta III, el cual efectuó su primer vuelo desde el complejo el 26 de agosto de 1998. Ese lanzamiento fue fallido, al igual que el que se realizó al año siguiente. Después de que un tercer lanzamiento, el 23 de agosto de 2000, alcanzara una órbita menor de la planeada se decidió abandonar el programa.
Entre las principales misiones de la NASA lanzadas desde el complejo se encuentran las sondas espaciales Explorer y Pioneer, todos los Observadores Solares en Órbita, Solar Maximum Mission, Satélites Biológicos (BIOS), Satélite de Observación Infrarroja para Televisión, Satélite Geostacionario Operacional Ambiental (GOES).
El 10 de septiembre de 2011 se produjo el último lanzamiento desde el Complejo de Lanzamiento 17, un cohete Delta II 7925H-10C que llevaba a bordo la nave GRAIL de la NASA.